# Ludwig Albrecht Gebhardi
Ludwig Albrecht Gebhardi (13. april 1735 — 26. oktober 1802) var en tysk historiker.
Hans vigtigste værker er hans bidrag til den i Halle udkommende store Allgemeine Weltgeschiehte; hvortil han skrev de bind, der handler om Danmark, Norge, Ungarn og de slaviske stater. De 32. og 33. dele af verdenshistorien, der indeholder Danmarks og Norges historie, udkom 1770 (oversat til dansk af J.E. Heilmann 1780—84).